# Confederations Cup 1992
Kong Fahd Cup 1992 var den 1. udgave af fodboldturneringen Confederations Cup, og blev afholdt i Saudi-Arabien fra 15. til 20. oktober 1992. Turneringens navn på tidspunktet for afholdelsen var Kong Fahd Cup, opkaldt efter Saudi-Arabiens daværende Kong Fahd. Efter at FIFA i 1997 blev arrangør af turneringen, og omdøbte den til Confederations Cup, valgte man imidlertid at regne de to afviklede Kong Fahd Cups som de to første udgaver af denne.
Turneringen havde kun deltagelse af fire lande, og indeholdt bare fire kampe, to semifinaler, en bronzekamp og en finale. Det er dermed den eneste udgave af Confederations Cup til ikke at indeholde et gruppespil. Turneringen blev vundet af Argentina, efter finalesejr på 3-1 over værtslandet Saudi-Arabien.

## Deltagende lande
| Hold            | Fodboldforbund | Kvalificeret som                             | Antal deltagelser |
| --------------- | -------------- | -------------------------------------------- | ----------------- |
| Saudi-Arabien   | AFC            | Arrangører og vinder af AFC Asian Cup i 1988 | 1. deltagelse     |
| Argentina       | CONMEBOL       | Vinder af Copa América 1991                  | 1. deltagelse     |
| USA             | CONCACAF       | Vinder af CONCACAF Gold Cup 1991             | 1. deltagelse     |
| Elfenbenskysten | CAF            | Vinder af African Nations Cup 1992           | 1. deltagelse     |

## Spillested
Samtlige turneringens fire kamp blev afviklet på Kong Fahd Stadion i hovedstaden Riyadh, der ligesom turneringen selv er opkaldt efter landets daværende Kong Fahd.

## Turneringen

### Semifinaler
| Dato        | Kamp                        | Res. | Sted   |
| ----------- | --------------------------- | ---- | ------ |
| 15. oktober | Saudi-Arabien – USA         | 3-0  | Riyadh |
| 16. oktober | Argentina – Elfenbenskysten | 4-0  | Riyadh |

### Bronzekamp
| Dato        | Kamp                  | Res. | Sted   |
| ----------- | --------------------- | ---- | ------ |
| 19. oktober | USA – Elfenbenskysten | 5-2  | Riyadh |

### Finale
| Dato        | Kamp                      | Res. | Sted   |
| ----------- | ------------------------- | ---- | ------ |
| 20. oktober | Saudi-Arabien – Argentina | 1-3  | Riyadh |

## Målscorer
| 2 mål - Gabriel Batistuta - Bruce Murray 1 mål - Alberto Acosta - Ricardo Altamirano | 1 goal (fort.) - Claudio Caniggia - Leonardo Rodríguez - Diego Simeone - Donald-Olivier Sié - Abdoulaye Traoré - Fahad Al-Bishi | 1 goal (fort.) - Khalid Al-Muwallid - Saeed Al-Owairan - Yousuf Al-Thunayan - Marcelo Balboa - Cobi Jones - Eric Wynalda |